# یواس‌ان‌اس جیمز ام گیلیس (تی-ای‌جی‌اوآر-۴)
یواس‌ان‌اس جیمز ام گیلیس (تی-ای‌جی‌اوآر-۴) (به انگلیسی: USNS James M. Gilliss (T-AGOR-4)) یک کشتی بود که طول آن 209' بود. این کشتی در سال ۱۹۶۱ ساخته شد.